# Gare de Clermont-Ferrand
Gare de Clermont-Ferrand – stacja kolejowa w Clermont-Ferrand, w regionie Owernia-Rodan-Alpy, we Francji. Stacja posiada 4 perony.